# エヴァリー・ブラザース
エヴァリー・ブラザース（英語: The Everly Brothers）は、主に1950年代後半から1960年代前半に活躍した、ドン・エヴァリーとフィル・エヴァリーの兄弟によるデュオ。
カントリーの伝統である「クロース・ハーモニー」というスタイルでメロディーを奏でた。その美しいハーモニーはビートルズをはじめザ・ビーチ・ボーイズやサイモン&ガーファンクルに多大な影響を与えた。
「ローリング・ストーンの選ぶ歴史上最も偉大な100人のシンガー」において第90位。偉大な100人のシンガーの中では、唯一、兄弟でランクインしている。また、「ローリング・ストーンの選ぶ歴史上最も偉大な100組のアーティスト」において第33位にランクインしている。

## 概要
兄のアイザック・ドナルド・エヴァリー（英語: Isaac Donald Everly、1937年2月1日 - 2021年8月21日 ）はケンタッキー州ブラウニー、弟のフィリップ・エヴァリー（英語: Phillip Everly、1939年1月19日 - 2014年1月3日）はイリノイ州シカゴで生まれた。
1957年4月、ケーデンスから発表したデビュー・シングル『バイ・バイ・ラヴ』が全米2位を記録（B面はドン・エヴァリーが書いた「アイ・ワンダー・イフ・アイ・ケア・アズ・マッチ」）。以後、多くのヒット曲を生み出す。1960年にワーナー・ブラザース・レコードに移籍。
1983年9月に再結成コンサートがロンドンのロイヤル・アルバート・ホールが開かれ、翌年、12年ぶりとなるアルバム『EB 84』がリリースされた。アルバムのプロデューサーを務めたのはデイヴ・エドモンズ。シングルカットされた「ナイチンゲールの翼（On the Wings of a Nightingale）」を書いたのはポール・マッカートニーである。
1986年第1回ロックの殿堂の最初の10アーティストに選ばれた。
2014年1月3日、弟のフィル死去。享年75歳。
2021年8月21日、兄のドン死去。享年84歳。

## 代表作
ケーデンス時代
- 「バイ・バイ・ラヴ」 Bye Bye Love - 1957年4月発売[3]。全米2位。
- 「起きろよスージー」 Wake Up Little Susie - 1957年8月発売。全米1位。
- 「夢を見るだけ」 All I Have to Do Is Dream - 1958年4月発売。全米1位。
- 「バード・ドッグ」 Bird Dog - 1958年7月発売。全米2位。
- 「愛をささげて」 Devoted to You - 同上。シングル「バード・ドッグ」のB面。全米10位。
- 「ザット・シルバー・ヘアード・ダディ・オブ・マイン」 That Silver-Haired Daddy of Mine - 1958年のアルバム『Songs Our Daddy Taught Us』に収録。
- 「メアリーへのメッセージ」 Take a Message to Mary - 1959年発売。全米16位。
- 「プア・ジェニー」 Poor Jenny - 同上。シングル「メアリーへのメッセージ」のB面。全米22位。
- 「キッスをするまで」 ('Til) I Kissed You - 1959年発売。全米4位。
- 「レット・イット・ビー・ミー」 Let It Be Me - 1960年発売。全米7位。
- 「ホエン・ウィル・アイ・ビー・ラヴド」 When Will I Be Loved - 1960年発売。全米8位。

ワーナー・ブラザース・レコード時代
- 「キャシーズ・クラウン」 Cathy's Clown - 1960年4月発売。全米1位。
- 「ラヴ・ハーツ」 Love Hurts - 1960年10月発売のアルバム『A Date with the Everly Brothers』に収録。
- 「ウォーク・ライト・バック」 Walk Right Back - 1961年発売。全米7位。
- 「クライング・イン・ザ・レイン」 Crying in the Rain - 1961年12月発売。全米6位。

## 備考
- デイヴ・エドモンズとニック・ロウは、ロックパイルのアルバムのボーナスEPでエヴァリー・ブラザーズの曲をカバーした。二人が歌った作品は以下の4曲。「メアリーへのメッセージ」「クライング・イン・ザ・レイン」「プア・ジェニー」 「ホエン・ウィル・アイ・ビー・ラヴド」。
- 大滝詠一と山下達郎もNHK-FMの番組のために彼らの曲をカバーしている。放送日は1981年8月14日。二人は番組で9曲歌い、そのうちの7曲がエヴァリー・ブラザースの作品だった。7曲の内訳は以下のとおり。「キャシーズ・クラウン」「クライング・イン・ザ・レイン」「キッスをするまで」「ラヴ・ハーツ」「ホエン・ウィル・アイ・ビー・ラヴド」「夢を見るだけ」「愛をささげて」。
- 山下達郎と竹内まりやは公式録音では3曲カバーを行っている。

　2000年のライブ・アルバム『Souvenir〜Mariya Takeuchi Live』に「レット・イット・ビー・ミー」が収録されている。また、2008年のコンピレーション・アルバム『Expressions』に同曲のスタジオ・バージョンが収録されている。

　2003年のカバー・アルバム『Longtime Favorites』に「ウォーク・ライト・バック」が収録されている。

　2024年のアルバム『Precious Days』にはAll I Have To Do Is Dreamが収録されている。